# Meister von Müstair

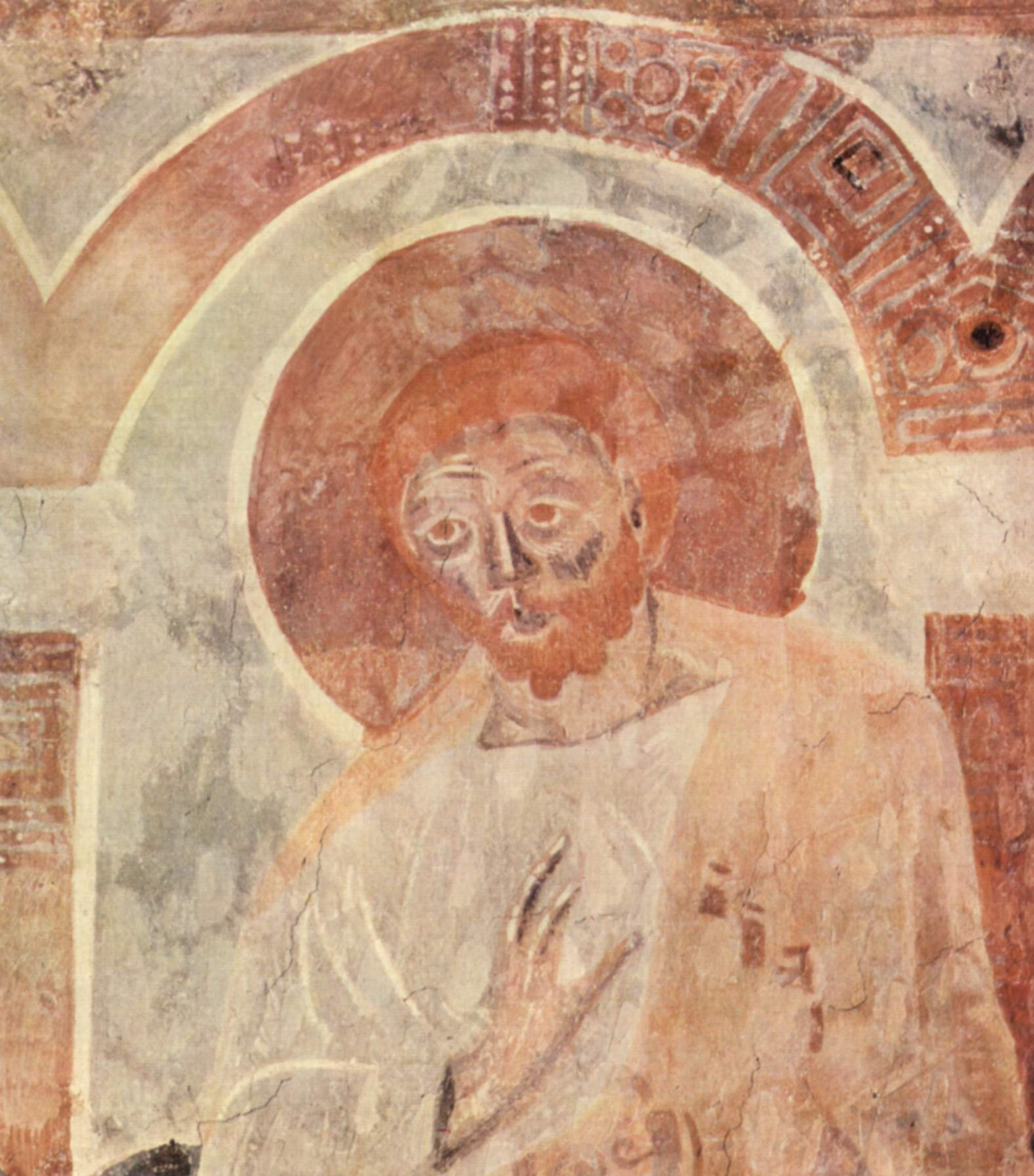
Freskenzyklus der Johanneskirche in Müstair; Apostelfigur (Detail), um 800

Als Meister von Müstair wird ein namentlich nicht bekannter frühmittelalterlicher Maler bezeichnet, von dem oder unter dessen Leitung um 800 die Johanneskirche in Müstair im Münstertal im schweizerischen Kanton Graubünden ausgemalt wurde.

## Werk
Die Kirche ist Teil des Benediktinerinnenklosters St. Johann, seit 1983 Weltkulturerbe der UNESCO. Der Freskenzyklus des Meisters ist das umfangreichste und am besten erhaltene Beispiel unter den wenigen verbliebenen Wandmalereien aus karolingischer Zeit. Er entstand vermutlich zwischen 785 und 795. Ursprünglich bedeckte der Zyklus den Chor und alle Wände des Kirchenraums in fünf waagrechten Streifen.
Ein Grossteil der karolingischen Bilder blieb im Originalzustand erhalten, da die Kirchenanlage nie zerstört und immer nur stückweise verändert wurde. Des Meisters Werke wurden um 1200 in hochmittelalterlichem Stil neu ausgemalt. Einige der Szenen der Westwand gingen um 1500 durch den Einbau einer Empore verloren. Um 1200 wurden die Fresken übertüncht, 1884 wiederentdeckt und vor allem von 1947 bis 1951 freigelegt. Ostwand und Bilder in den drei Apsiden verblieben dabei in ihrer übermalten Form.
Der Meister zeigt eine Reihe von Szenen aus dem Alten Testament um König David sowie aus dem Leben des Johannes des Täufers. Hauptsächlich erzählen die Bilder Leben und Passion und die Auferstehung Christi. Dem des Lesens meist unkundigen Betrachter konnte so der Maler in Bildern eine christliche Heilsgeschichte darbieten. 
Die Darstellung des Weltgerichts von Müstair ist die älteste bekannte Darstellung des Jüngsten Gerichts. Die Bilder entstanden um das Jahr 800.
Ein Vergleich der Werke des Meisters mit späteren Űbermalungen zeigt die Entwicklung der frühmittelalterlichen Malerei mit ihren feinen Ocker- und Rottönen um 800 zur kräftigeren Farbgebung in leuchtenden Farben des Hochmittelalters um 1200.

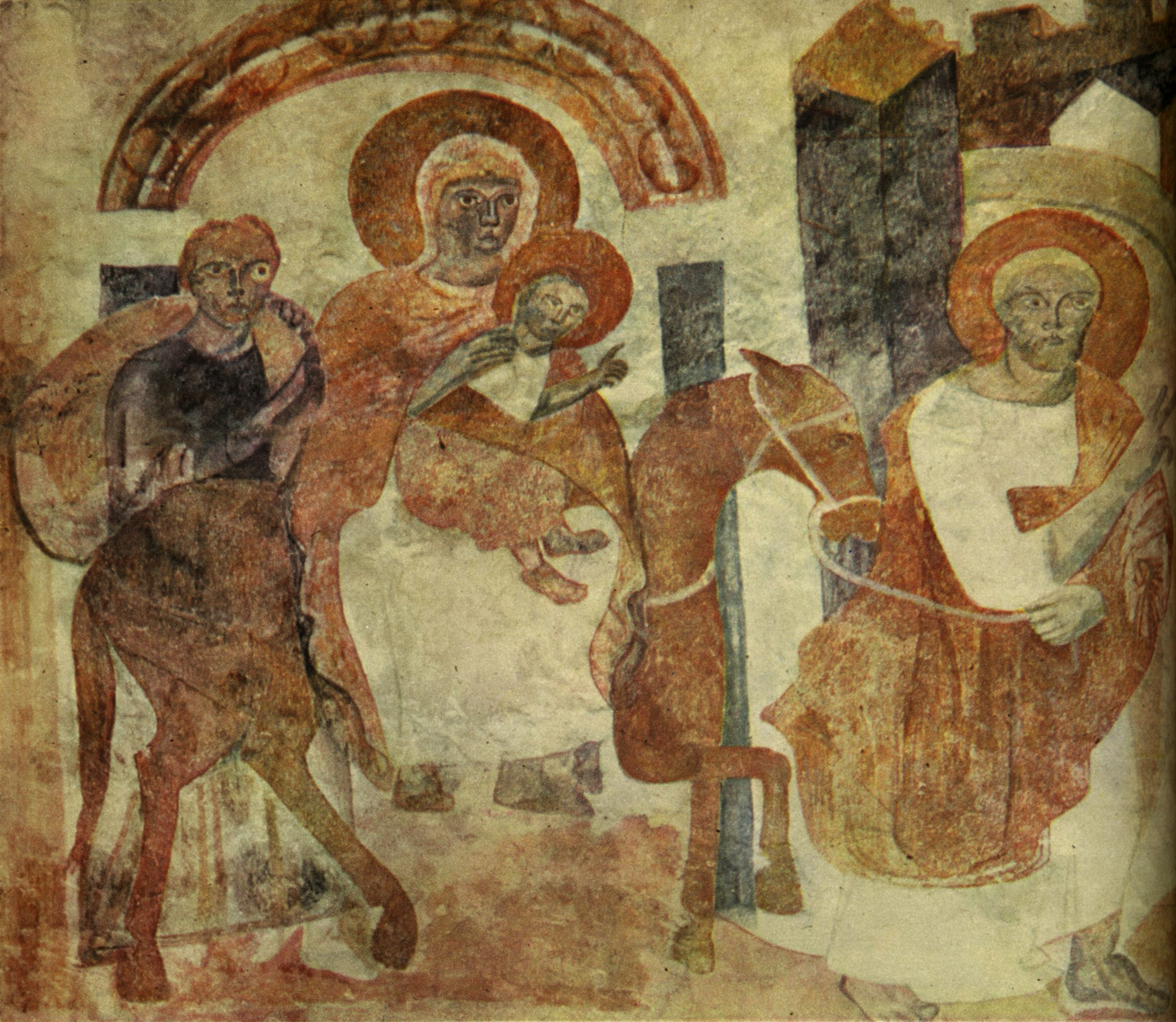
Flucht nach Aegypten, um 800
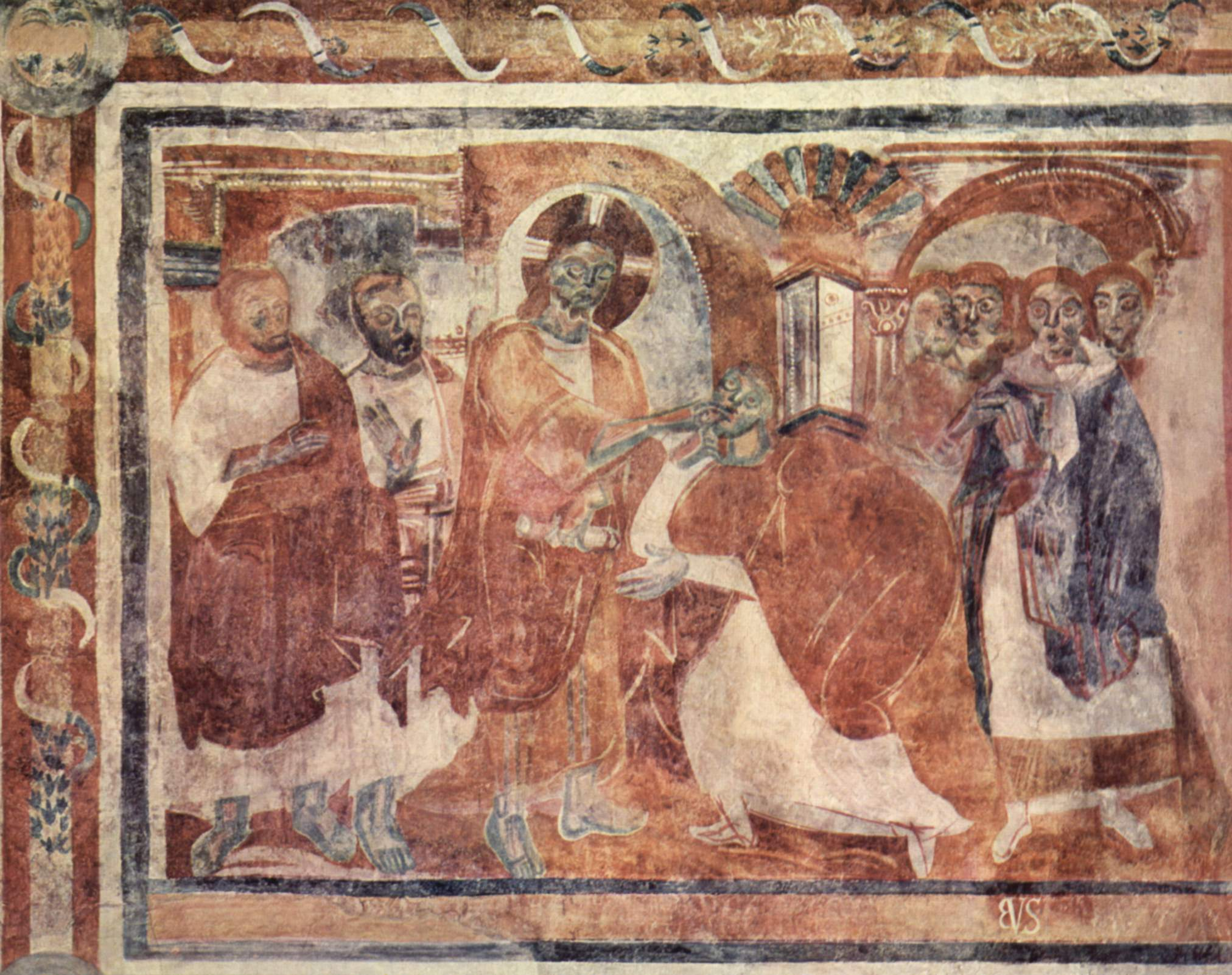
Jesus heilt den Taubstummen
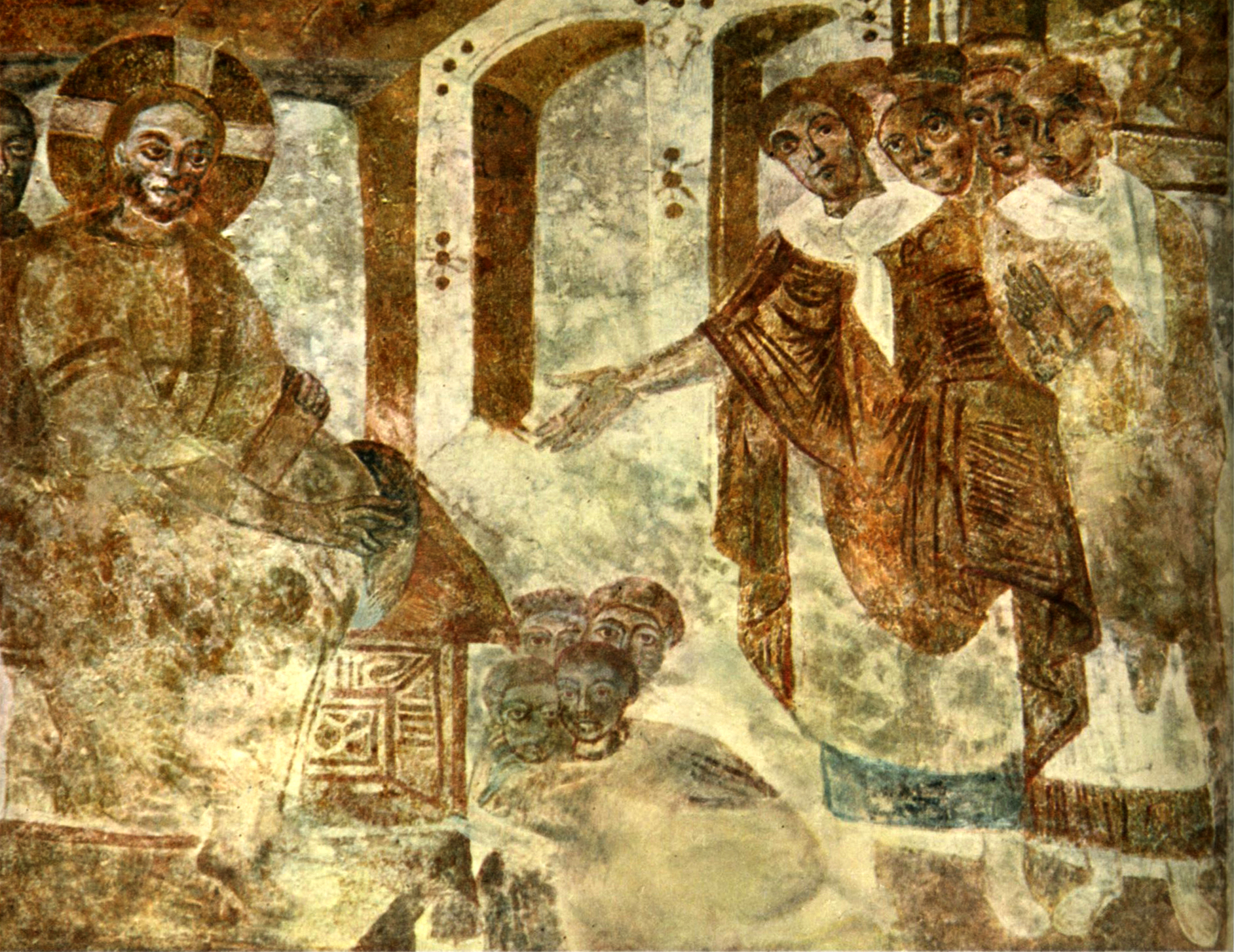
Jesus und die Kinder
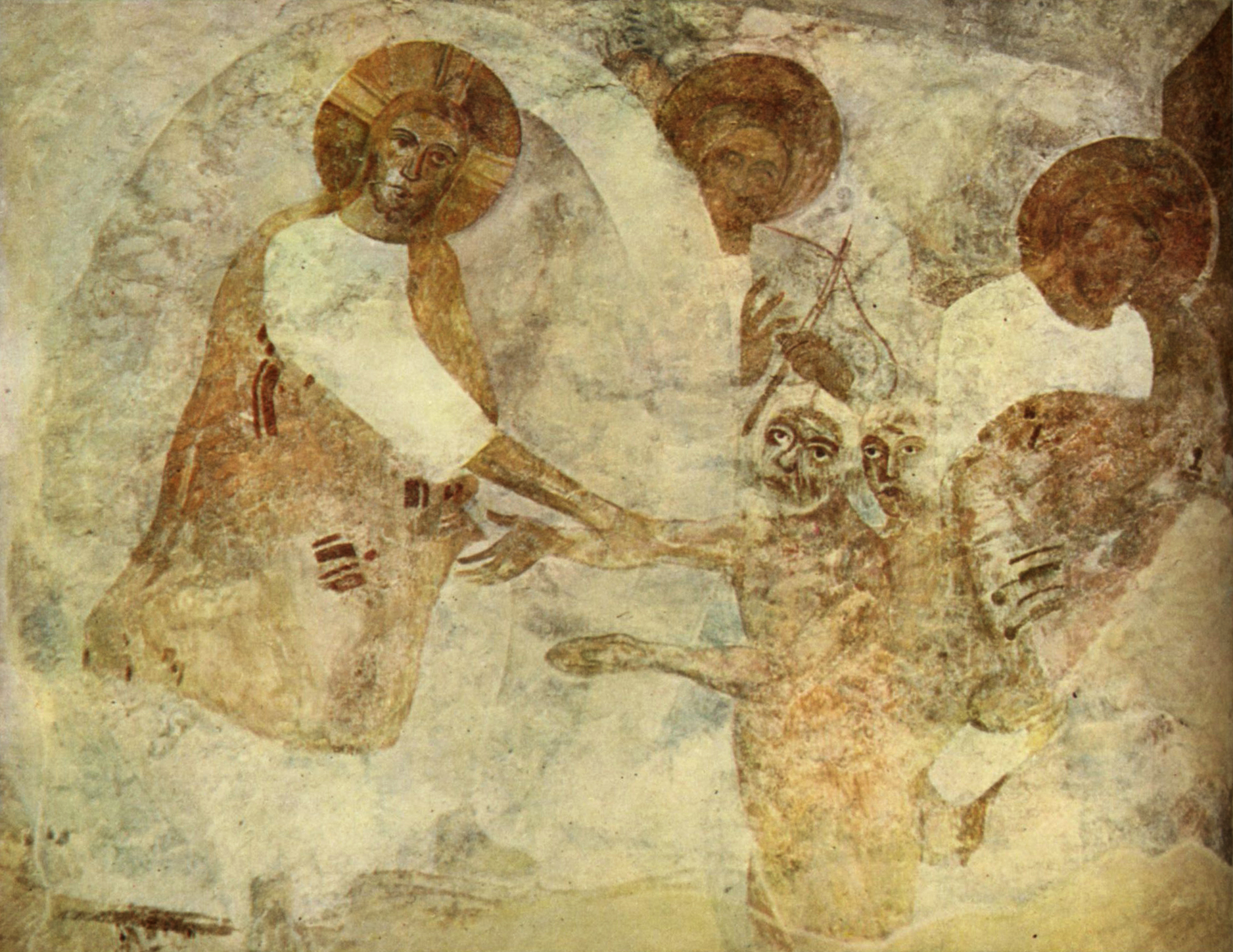
Christus steigt in das Reich des Todes